# Окиносима
Окиносима (яп. 隠岐の島町 Окиносима-тё:) — японский посёлок, расположенный на северном из островов Оки в префектуре Симане.  Площадь посёлка составляет 242,95 км², население — 14 602 человека (1 августа 2014), плотность населения — 60,10 чел./км².
Острова Лианкур — спорная территория между Японией и Южной Кореей — в Японии отнесены к Окиносиме.
С 1991 года в посёлке есть аэропорт.